# 了見寺 (練馬区)
了見寺（りょうけんじ）は、東京都練馬区にある真宗大谷派の寺院。山号は栄照山。本尊は阿弥陀如来。

## 沿革
- 1925年（大正14年） - 井口得雄住職が、練馬近在に浄土真宗寺院がないことを知り、練馬説教場を設ける[1]。
- 1931年（昭和6年）3月 - 山梨県東山梨郡岡部村（現在の笛吹市）にあった了見寺を練馬に移す[1]。
年々、信徒から寺院設立要望が高まり、当時は新寺建立が制度上困難だったため、廃寺に近かった了見寺を移した。
- 1934年（昭和9年） - 東京府北多摩郡保谷村（現在の東京都西東京市ひばりが丘）に1100坪の墓地を置く[1]。
- 1942年（昭和17年）11月 - 本堂が完成[1]。
- 1955年（昭和30年） - 井口文雄が練馬和光保育園を開園。
- 1965年（昭和40年） - 井口文雄が住職となる。
- 2001年（平成13年） - 日曜学校の活動に対し正力松太郎賞奨励賞が授与される。
- 2006年（平成18年） - 正力松太郎賞本賞を受賞。
現在は、井口量寿が住職である。

## 参考資料
- 練馬区立石神井公園ふるさと文化館編『練馬の寺院』練馬区立石神井公園ふるさと文化館、2012年